# Leila Waddell
Leila Ida Nerissa Bathurst Waddell, también conocida como Laylah, (10 de agosto de 1880–13 de septiembre de 1932) fue una violinista, hija de un inmigrante irlandés en Australia, David Waddell de Bathurst y Randwick. Fue una de las más famosas Mujeres Escarlata del mago y ocultista Aleister Crowley, y una figura histórica importante por derecho propio en el sistema magick y la filosofía Thelema. Aunque Toby Creswell afirma que Leila era medio maorí, no proporciona ninguna evidencia de ello; de hecho el registro NSW de muertes, nacimientos y matrimonios muestra que era nieta de John Crane (de Coventry) y Janet Mckenzie (de Fort William, Inverness) y de John Waddell (de Monaghan) y Elizabeth McAnally (de Monaghan).

## Música
Waddell nació en Bathurst, Nueva Gales del Sur, hija de David Waddell de Bathurst y Randwick y la señora Waddell de Bellevue Hill. Alumna de Henri Stael, ejerció como profesora de violín en varias escuelas, dio recitales y se unió a la compañía musical The Brescians en una gira por Europa. En Londres se integró en compañías de vodevil y actuó por toda Inglaterra. En marzo de 1910, mientras se encontraba de nuevo en Londres conoció a Aleister Crowley.

## La musa de Crowley
Crowley se refería a ella familiarmente como "Laylah," y la immortalizó en su volumen de 1912 El libro de las mentiras y en su autobiografía Las Confesiones de Aleister Crowley. Crowley se refirió a ella de diversas maneras, como 'Divina Prostituta', 'Madre del Cielo', 'hermana Cibeles', y fue su Mujer Escarlata durante varios años. Estudiaron el ocultismo y tomaron mescalina juntos. La famosa obra de Crowley El libro de las mentiras, está dedicado en gran parte a Waddell, con poemas como "Duck Billed Platypus" y "Waratah Blossoms". Una fotografía de ella en un ritual está incluido en el volumen.
Waddell misma era una escritora consumada, maga, y miembro fundador de la compañía original de los Ritos de Eleusis, una serie de siete invocaciones basadas en los siete planetas conocidos en la antigüedad: En octubre y noviembre de 1910, Crowley protagonizó junto a Waddell y otros miembros de su orden mágica Astrum Argentum, una serie de ritos mágicos planetarios dramatizados públicamente, basados supuestamente en los antiguos Ritos de Eleusis, en Londres en el Caxton Hall. A los asistentes se les ofrecía ponche de frutas con peyote para que se implicaran mejor en la experiencia.
En 1912 Waddell, y sus compañeras estudiantes de Crowley Mary Desti y Mary Butts, obtuvieron el crédito de la coautoría con Crowley de Magick (Libro 4) al escribir sus palabras, mientras le ayudaban haciendo preguntas y definiendo cuestiones, anotando los comentarios de Crowley sobre los puntos pertinentes.[cita requerida]
Laylah fue probablemente la musa más potente de Crowley, pues le inspiró numerosos poemas además de la mayoría de los capítulos de El Libro de las Mentiras. Crowley basó dos de sus relatos cortos en Leila –"The Vixen" y "The Violinist".
En 1915, a su llegada a Nueva York, Crowley se colocó en la base de la Estatua de la Libertad y declamó ante los presentes un largo y apasionado discurso declarando una república irlandesa, acompañado por Waddell tocando el violín. La relación con Crowley se desintegró después a consecuencia de las infidelidades constantes del mago.

## Vida posterior
En 1923 Waddell regresó a Sídney para cuidar de su padre enfermo. Actuó con la JC Williamson Ltd Orchestra en el teatro Her Majesty's Theatre and the Criterion, y con el Conservatorium and Philharmonic Societies Orchestras. Entretanto, ella volvió a ejercer como profesora, en la escuela del Convento del Sagrado Corazón de Sídney en Elizabeth Bay. Murió soltera, de cáncer a los 52 años. El The Sydney Morning Herald señaló: "Además de poseer una técnica excelente, el estilo de la señorita Waddell como violinista estaba especialmente marcado por el encanto y el refinamiento."